# Qweilbeh

Karta över Decapolis med Raphana

Qweilbeh (arabiska: قويلبة, Quwayliba) är en arkeologisk plats i norra Jordanien, cirka 95 km norr om huvudstaden Amman, i provinsen Irbid. Qweilbeh är det nutida namnet på den historiska hellensk-romerska staden Abila, som ingick i det så kallade Decapolis. Den historiska staden är en arkeologisk plats och sattes upp på Unescos tentativa världsarvslista 2001.
Den antika staden kallas ibland också Raphana, men det är oklart om antikens Raphana verkligen var samma stad som Abila.
Vid platsen ligger nu byn Hartha (حرثا), som hör till distriktet Bani Kinana.

## Historia
Staden har varit bebodd sedan bronsåldern. Den erövrades av seleukiderna under kung Antiochos III cirka år 218 f.Kr., och hamnade under romarriket under kejsare Pompejus på cirka 60-talet f.Kr. Abila blomstrade som stad under Bysantinska riket.